# Kouzelná flétna
Kouzelná flétna (KV 620) je poslední opera, resp. singspiel Wolfganga Amadea Mozarta. Poprvé byla uvedena ve Vídni 30. září roku 1791 v tehdy předměstském Divadle na Vídeňce, tedy pouhé tři měsíce před jeho smrtí. Libreto k opeře napsal divadelník Emanuel Schikaneder, libreto je psáno německy (v té době byla jako jazyk oper častější italština a němčina byla spíše výjimkou). Pohádkový děj je založen na zednářské symbolice a filozofii. Jde o jedno z nejhranějších děl světového operního repertoáru.
Asteroid hlavního pásu objevený 19. listopadu 1990 na observatoři La Silla byl v roce 1991 k 200. výročí premiéry pojmenován (14877) Zauberflöte.

## Hlavní postavy
- Sarastro (bas)
- princ Tamino (tenor)
- Královna noci (koloraturní soprán)
- dcera Královny noci Pamina (soprán)
- ptáčník Papageno (baryton)
- Papagena (soprán)
- mouřenín Monostatos (tenor)
- tři dívky (tři dámy) z královniny družiny (2 soprány, mezzosoprán)
- tři panoši (géniové) z královniny družiny, průvodci Tamina a Papagena (soprán, mezzosoprán, alt) a další...

## Děj

### I. dějství
Princ Tamino prchá před obrovským hadem, unaven usne a ve spánku si nevšimne, že hada zabily tři dámy z družiny jisté královny noci. Než se princ probudí, dámy odejdou. Po probuzení před sebou princ spatří mužíka, ptáčníka Papagena. Ten se vychloubá, že zachránil prince před hadem, ale je potrestán, neboť se vrátily tři dámy a za lhaní mu vykouzlily na ústech zámek.

Hvězdná síň Královny noci, scénický návrh od Karla Friedricha Schinkela z roku 1815

Přichází Královna noci, daruje princi kouzelnou flétnu a Tamino jí slibuje, že zachrání její dceru Paminu ze spárů čaroděje Sarastra. Doprovázet ho má Papageno. Ten nejdříve odmítá, ale je zbaven zámku a dostává zvonkohru, a proto po obdržení darů souhlasí. Papageno ani Tamino však nevědí, kudy se mají vydat a tak jim tři dámy dají tři chlapce (Tři génie), kteří je povedou až do Sarastrovy říše.
Tam hlídá Paminu mouřenín Monostatos, kterému se Pamina zalíbila, ale dlouho si na ni choutky nedělá, neboť je vystrašen Papagenem. Ten se do Sarastrovy říše dostal dříve než Tamino a potěší Paminu zprávou, že její osvobození se blíží a že princ Tamino, který se ji vydal zachránit, je do ní šíleně zamilován.
Mezitím dovedli tři géniové prince Tamina až před palác Sarastra. Vchod hlídá kněz, který mu prozradí, že byl obelstěn, že Sarastro není zlý čaroděj, ale čestný vládce a jako velekněz chrámu moudrosti čelí zlým plánům Královny noci. Princ se poté vydá hledat Paminu, ale ta mezitím utekla s Papagenem z paláce. Tamino je volá pomocí Kouzelné flétny, ale Pamina a Papageno jsou dopadeni Monostatem a otroky. Papageno ovšem zahraje na čarovnou zvonkohru a z otroků i Monostata se stávají veselí tanečníci, kteří se pomalu vzdalují.
Pak přichází Sarastro, princezna přiznává, že se pokusila utéct kvůli matce. Velekněz jí ale vysvětluje, že ji chce pouze chránit před zlými mocnostmi Královny noci a očekává setkání Paminy s Taminem. Toho vyhledal Monostatos, ovšem zachází s ním hrubě, což se nelíbí Sarastrovi, mouřenín je tedy potrestán. Když Pamina spatří Tamina, pozná, že je to ten pravý, ale než vkročí do šťastného života, musí složit několik očistných zkoušek.

### II. dějství
Sarastro vyzývá bohy k patronaci zkoušek a je přivolán Tamino i Papageno. Pamině se to nelíbí a přemlouvá Sarastra, aby se princ zkoušek nezúčastnil, ale Tamino trvá na řádném vykonání svého předsevzetí. První zkouškou má být mlčenlivost. Tamino a Papageno se ocitnou v tajemné komnatě. Jako odměnu má Papageno dostat lásku dívky Papageny, oba ovšem nesmí promluvit s dámami Královny noci.
Královna noci mezitím zabránila Monostatovi zmocnit se spící Paminy, ten se však skryl a vyslechl jak Královna noci podává dceři dýku a vyzývá ji, aby zabila Sarastra. Princezna však odmítne dýku i Monostata, který je za svou drzost opět potrestán.
Zkoušky snáší hůře Papageno, má žízeň, nějaká stařena k němu přistoupí a tvrdí, že mu dá vodu, jestli se s ní ožení, že prý ona je jeho vyvolená – Papagena. Ptáčník však odmítá. Pamina uslyší kouzelnou flétnu a přiběhne s radostí k Taminovi, ale nezná podmínky zkoušky a tak je vylekána, že na ni Tamino ani Papageno nepromluví, tím oba složili zkoušku. Pamina si chce vzít život dýkou, ale zabrání jí v tom Tři géniové. Princezna pak jde s Taminem podstoupit poslední zkoušky. Papageno je nešťastný a volá svou Papagenu, nechce bez ní žít, a tak si chystá oprátku, opět zasahují Géniové a připomínají mu kouzelnou moc zvonkohry. Když na ni zahraje, objeví se krásná Papagena a těší se s Papagenem na spoustu dětí.
Královna noci s Monostatem zaútočí na Chrám moudrosti, tam jsou ovšem oslněni světlem Sarastra, Tamina a Paminy (moudrosti, síly a krásy) a propadají se do podsvětí. A tak je Sarastro zase uznáván jako dobrý a moudrý vládce. Tamino a Pamina jsou spolu, rovněž jako Papageno a Papagena a nikdo jim nemluví do jejich krásného a svobodného života.

## Orchestrace
Nástrojové obsazení opery je následující:
- 2 flétny (z toho jedna alternující s pikolou)
- 2 hoboje
- 2 klarinety nebo basetové rohy
- 2 fagoty
- 2 lesní rohy
- 2 trubky
- 3 pozouny
- tympány
- zvonkohra
- smyčcová sekce

## Nahrávky
- Claudio Abbado, Mahler Chamber Orchestra Berlin. (2005; Hanno Müller-Brachmann – Papageno, Erika Miklósa – Královna noci, René Pape – Sarastro, Dorothea Röschmann – Pamina, Christoph Strehl – Tamino). Deutsche Grammophon.
- Nikolaus Harnoncourt, Chor und Orchester des Opernhauses Zürich (1988; Edita Gruberová – Královna noci, Barbara Bonney – Pamina, Matti Salminen, Hans-Peter Blochwitz, Anton Scharinger). Teldec.
- Karl Böhm, Berlínští filharmonikové (1964; Fritz Wunderlich – Tamino, Evelyn Lear – Pamina, Roberta Peters – Královna noci, Dietrich Fischer–Dieskau – Papageno, Franz Crass – Sarastro, další: Friedrich Lenz, James King, Martti Talvela). Deutsche Grammophon.
- Otto Klemperer, Philharmonia Orchestra & Chorus. (1964; Gottlob Frick, Nicolai Gedda, Walter Berry, Elisabeth Schwarzkopf, Christa Ludwig, Lucia Popp, Gundula Janowitz, Marga Höffgen, Franz Crass). EMI.
- Vittorio Gui, Orchester der Wiener Staatsoper, Internationalen Stiftung Mozarteum Salcburk, italsky 1955, živě / Neapol, Pamina Sena Jurinac, Královna noci Mimi Coertse, Juan Oncina, Giuseppe Taddei, Sarastro Boris Christoff, CD: House of Opera ALD3013
- Karl Böhm, Vídeňští filharmonikové (1955; Léopold Simoneau – Tamino, Hilde Güden – Pamina, Wilma Lipp – Královna noci, Walter Berry – Papageno, Kurt Böhme – Sarastro, weiters: Emmy Loose, August Jaresch). Decca.
- Ferenc Fricsay, RIAS-Symphonie-Orchester Berlin, (Berlin 1954 Sarastro: Josef Greindl; Tamino: Ernst Haefliger; Královna noci: Rita Streich; Pamina: Maria Stader; Papageno: Dietrich Fischer-Dieskau; Papagena: Lisa Otto). Deutsche Grammophon DG.
- Arturo Toscanini, Vídeňští filharmonikové, (Salcburk 1937 Sarastro: Alexander Kipnis; Tamino: Helge Rosvaenge; Královna noci: Julie Osváth; Pamina: Jarmila Novotná; Papageno: Willi Domgraf-Fassbaender; Papagena: Dora Komarek). Naxos.

## Film
- filmový záznam uvedení opery na festivalu v rakouském Bregenzu na břehu Bodamského jezera ze srpna 2013. V hlavních rolích zpívají: Anna Durlovski, Daniel Schmutzhard, Alfred Reiter, Norman Reinhardt a Bernarda Bobro. Spoluúčinkuje Pražský filharmonický sbor. Orchestr Vídeňských symfoniků řídí Patrick Summer. Režie: David Pountney.[2]
- v poněkud pozměněné formě se části opery objevují ve filmu Amadeus Miloše Formana